# Centrarthra dicksoni
Centrarthra dicksoni är en fjärilsart som beskrevs av Antonius Johannes Theodorus Janse 1940. Centrarthra dicksoni ingår i släktet Centrarthra och familjen nattflyn. Inga underarter finns listade i Catalogue of Life.